# Paraleucogobio notacanthus
Paraleucogobio notacanthus är en fiskart som beskrevs av Berg, 1907. Paraleucogobio notacanthus ingår i släktet Paraleucogobio och familjen karpfiskar. Inga underarter finns listade i Catalogue of Life.